# Paolo Sorrentino
Paolo Sorrentino, född 31 maj 1970 i Neapel, är en italiensk filmregissör.
Hans film Il divo fick Jurypriset vid filmfestivalen i Cannes 2008. Filmen Den stora skönheten vann åtskilliga priser, bland annat en Oscar för bästa internationella långfilm.

## Filmografi (i urval)
- 2004 – Le conseguenze dell'amore
- 2008 – Il divo
- 2011 – This Must Be the Place
- 2013 – Den stora skönheten
- 2015 – Youth
- 2016 – The Young Pope (TV-serie)
- 2017 – Killer in Red (kortfilm)
- 2020 – The New Pope (TV-serie)
- 2021 – Guds hand
- 2024 – Parthenope – Neapels hjärta